# Leichtathletik-Europacup 1994
| 15. Leichtathletik-Europacup                          | 15. Leichtathletik-Europacup | 15. Leichtathletik-Europacup | 15. Leichtathletik-Europacup | 15. Leichtathletik-Europacup | 15. Leichtathletik-Europacup |
| ----------------------------------------------------- | ---------------------------- | ---------------------------- | ---------------------------- | ---------------------------- | ---------------------------- |
|                                                       |                              |                              |                              |                              |                              |
| Resultate Superliga (Endstand nach 37 Entscheidungen) |                              |                              |                              |                              |                              |
| Birmingham Alexander Stadium – 25./26. Juni 1994      |                              |                              |                              |                              |                              |
| Frauen                                                | Frauen                       | Frauen                       | Männer                       | Männer                       | Männer                       |
| Platz                                                 | Land                         | Punkte                       | Platz                        | Land                         | Punkte                       |
| 1                                                     | Deutschland                  | 98                           | 1                            | Deutschland                  | 121,0                        |
| 2                                                     | Großbritannien               | 97                           | 2                            | Großbritannien               | 106,5                        |
| 3                                                     | Russland                     | 95                           | 3                            | Russland                     | 101,0                        |
| 4                                                     | Ukraine                      | 86                           | 4                            | Ukraine                      | 087,0                        |
| 5                                                     | Belarus                      | 64                           | 5                            | Italien                      | 084,0                        |
| 6                                                     | Frankreich                   | 60                           | 6                            | Schweden                     | 081,5                        |
| 7                                                     | Rumänien                     | 60                           | 7                            | Frankreich                   | 080,0                        |
| 8                                                     | Spanien                      | 50                           | 8                            | Rumänien                     | 055,0                        |
| ← Rom 1993                                            | ← Rom 1993                   | ← Rom 1993                   | Villeneuve-d’Ascq 1995 →     | Villeneuve-d’Ascq 1995 →     | Villeneuve-d’Ascq 1995 →     |
|  abgestiegen in die 1. Liga des nächsten Europacups   |                              |                              |                              |                              |                              |

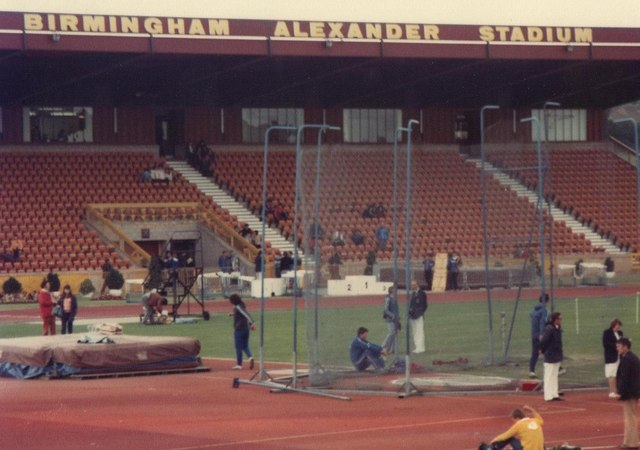
Das Alexander Stadium von Birmingham im Jahr 1981

Das 15. Leichtathletik-Europacup-Superliga-Finale fand am 25. und 26. Juni 1994 im Alexander Stadium von Birmingham (Großbritannien) statt und umfasste 37 Disziplinen (20 Männer, 17 Frauen).

## Modus
Die diesjährige Austragung fand nach den im Europacup 1983 erstmals gültigen Regeln statt. Das höchste Niveau des Cups wurde als Superliga bezeichnet. Die einen Rang unter der Superliga platzierten Nationen trugen ihre Wettbewerbe in der 1. Liga aus. Die Teams der 2. Liga waren aufgrund der großen Anzahl in drei Gruppen aufgeteilt. Für das kommende Jahr war eine Veränderung in dieser Struktur vorgesehen, die dann auch so umgesetzt wurde: Die Anzahl der Teams in Liga 2 wurde so verringert, dass es nur noch zwei Gruppen gab. In Liga 1 kam es dadurch zu einer größeren Anzahl von Mannschaften, sodass im Jahr 1995 auch dort zwei Gruppen angesetzt wurden.
Die Wettbewerbe der Superliga wurden am Samstag, 25. und Sonntag, 26. Juni ausgetragen. In den beiden anderen Ligen fanden die Wettkämpfe am jeweils selben Wochenende – Samstag, 11. und Sonntag, 12. Juni – statt. Das seit 1983 praktizierte System mit Auf- und Absteigern entschied auch weiterhin über die Ligeneinteilungen des nächsten Cups – hier für 1995. Das Verfahren wurde auf die beabsichtigten Strukturänderungen in den Ligen 1 und 2 hin angepasst.
Ab 1994 wurde der bisher praktizierte Austragungsturnus von zwei Jahren auf ein Jahr verkürzt. Dadurch war der Europacup in keinem Jahr mehr der internationale Jahreshöhepunkt. In den ungeraden Jahren wurden Weltmeisterschaften, in den geraden Jahren Europameisterschaften oder Olympische Spiele ausgetragen. Dies führte im Lauf der kommenden Jahre zu einer Abwertung des Cups. Es kam später sogar dazu, dass die stärksten Athleten eines Landes kein Interesse mehr an der Europacupteilnahme hatten, sodass häufig nicht die besten Sportler am Start waren. Der Deutsche Leichtathletikverband schaffte deswegen später Anreize für die Teilnahme seiner stärksten Leichtathleten, indem der Sieger eines Europacupwettbewerbs sich automatisch für die Weltmeisterschaften qualifizierte.

## Der Leichtathletik-Europacup 1994
Seit 1983 fanden die Frauenwettbewerbe in allen Ligen am jeweils selben Ort und an denselben beiden Tagen gemeinsam mit den Männerwettbewerben statt. So war es auch in der diesjährigen Austragung.
Im Wettbewerbsprogramm gab es diesmal keine Änderungen. Der Wettbewerbskatalog für die Frauen wurde in den darauffolgenden Jahren sukzessive immer weiter an die Männerdisziplinen angepasst. Mit dem 3000-Meter-Hindernislauf, dem Stabhochsprung und dem Hammerwurf fehlten im Europacup noch drei Disziplinen zur völligen Angleichung an die Männerdisziplinen, Die nächste Erweiterung sollte 1997 erfolgen.
Sowohl im Frauen- als auch im Männerwettbewerb der Superliga setzte sich Deutschland vor Gastgeber Großbritannien als Sieger durch, bei den Frauen hauchdünn mit einem Punkt Vorsprung, bei den Männern deutlicher.
Landesrekorde wurden diesmal nicht aufgestellt, da machten sich der frühe Austragungszeitpunkt und die gewachsene Konkurrenz durch die zu einem späteren Saisonzeitpunkt ausgetragenen Europameisterschaften bemerkbar.

## Länderwertungen 2. Liga
Die 2. Liga der Männer und Frauen wurde wie im letzten Jahr in drei Gruppen ausgetragen. Die Wettbewerbe der Gruppe 1 fanden in Dublin, Irland, statt. Die Gruppe 2 wurde in Istanbul, Türkei, die Gruppe 3 in Ljubljana, Slowenien, ausgetragen. Aus den drei Gruppen qualifizierten sich die jeweils ersten drei Teams für die Teilnahme an den beiden Gruppen der 1. Liga des nächsten Europacups. Zum ersten Mal nahm ein sog. Athletic-Association-of-Small-States-of-Europe-Team (AASSE-Team) am Europacup teil. Dabei handelt es sich um eine gemeinsame Mannschaft europäischer Zwergstaaten. Auch Albanien beteiligte sich zum ersten Mal an der Veranstaltung.
| Länderwertungen 2. Liga Gruppe 1 in Dublin am 11./12. Juni | Länderwertungen 2. Liga Gruppe 1 in Dublin am 11./12. Juni | Länderwertungen 2. Liga Gruppe 1 in Dublin am 11./12. Juni | Länderwertungen 2. Liga Gruppe 1 in Dublin am 11./12. Juni | Länderwertungen 2. Liga Gruppe 1 in Dublin am 11./12. Juni | Länderwertungen 2. Liga Gruppe 1 in Dublin am 11./12. Juni |
|                                                            | Frauen                                                     | Frauen                                                     |                                                            | Männer                                                     | Männer                                                     |
| Platz                                                      | Land                                                       | Punkte                                                     |                                                            | Land                                                       | Punkte                                                     |
| ---------------------------------------------------------- | ---------------------------------------------------------- | ---------------------------------------------------------- | ---------------------------------------------------------- | ---------------------------------------------------------- | ---------------------------------------------------------- |
| 1                                                          | Niederlande                                                | 99                                                         |                                                            | Belgien                                                    | 102                                                        |
| 2                                                          | Belgien                                                    | 88                                                         |                                                            | Niederlande                                                | 097                                                        |
| 3                                                          | Griechenland                                               | 76                                                         |                                                            | Portugal                                                   | 095                                                        |
| 4                                                          | Dänemark                                                   | 74                                                         |                                                            | Irland                                                     | 090                                                        |
| 5                                                          | Irland                                                     | 62                                                         |                                                            | Litauen                                                    | 077                                                        |
| 6                                                          | Island                                                     | 55                                                         |                                                            | Island                                                     | 063                                                        |
| 7                                                          | AASSE                                                      | 22                                                         |                                                            | AASSE                                                      | 035                                                        |

 qualifiziert für die 1. Liga des nächsten Europacups
| Länderwertungen 2. Liga Gruppe 2 in Istanbul am 11./12. Juni | Länderwertungen 2. Liga Gruppe 2 in Istanbul am 11./12. Juni | Länderwertungen 2. Liga Gruppe 2 in Istanbul am 11./12. Juni | Länderwertungen 2. Liga Gruppe 2 in Istanbul am 11./12. Juni | Länderwertungen 2. Liga Gruppe 2 in Istanbul am 11./12. Juni | Länderwertungen 2. Liga Gruppe 2 in Istanbul am 11./12. Juni |
|                                                              | Frauen                                                       | Frauen                                                       |                                                              | Männer                                                       | Männer                                                       |
| Platz                                                        | Land                                                         | Punkte                                                       |                                                              | Land                                                         | Punkte                                                       |
| ------------------------------------------------------------ | ------------------------------------------------------------ | ------------------------------------------------------------ | ------------------------------------------------------------ | ------------------------------------------------------------ | ------------------------------------------------------------ |
| 1                                                            | Bulgarien                                                    | 106                                                          |                                                              | Norwegen                                                     | 107                                                          |
| 2                                                            | Norwegen                                                     | 097                                                          |                                                              | Schweiz                                                      | 100                                                          |
| 3                                                            | Türkei                                                       | 074                                                          |                                                              | Slowakei                                                     | 089                                                          |
| 4                                                            | Slowakei                                                     | 065                                                          |                                                              | Zypern                                                       | 072                                                          |
| 5                                                            | Kroatien                                                     | 049                                                          |                                                              | Israel                                                       | 070                                                          |
| 6                                                            | Zypern                                                       | 048                                                          |                                                              | Kroatien                                                     | 068                                                          |
| 7                                                            | Israel                                                       | 036                                                          |                                                              | Türkei                                                       | 054                                                          |

 qualifiziert für die 1. Liga des nächsten Europacups
| Länderwertungen 2. Liga Gruppe 3 in Ljubljana am 11./12. Juni | Länderwertungen 2. Liga Gruppe 3 in Ljubljana am 11./12. Juni | Länderwertungen 2. Liga Gruppe 3 in Ljubljana am 11./12. Juni | Länderwertungen 2. Liga Gruppe 3 in Ljubljana am 11./12. Juni | Länderwertungen 2. Liga Gruppe 3 in Ljubljana am 11./12. Juni | Länderwertungen 2. Liga Gruppe 3 in Ljubljana am 11./12. Juni |
|                                                               | Frauen                                                        | Frauen                                                        |                                                               | Männer                                                        | Männer                                                        |
| Platz                                                         | Land                                                          | Punkte                                                        |                                                               | Land                                                          | Punkte                                                        |
| ------------------------------------------------------------- | ------------------------------------------------------------- | ------------------------------------------------------------- | ------------------------------------------------------------- | ------------------------------------------------------------- | ------------------------------------------------------------- |
| 1                                                             | Schweden                                                      | 97                                                            |                                                               | Finnland                                                      | 127,0                                                         |
| 2                                                             | Ungarn                                                        | 95                                                            |                                                               | Lettland                                                      | 096,0                                                         |
| 3                                                             | Slowenien                                                     | 80                                                            |                                                               | Slowenien                                                     | 090,5                                                         |
| 4                                                             | Lettland                                                      | 62                                                            |                                                               | Österreich                                                    | 089,5                                                         |
| 5                                                             | Estland                                                       | 58                                                            |                                                               | Estland                                                       | 067,0                                                         |
| 6                                                             | Moldau                                                        | 53                                                            |                                                               | Moldau                                                        | 056,0                                                         |
| 7                                                             | Albanien                                                      | 27                                                            |                                                               | Albanien                                                      | 030,0                                                         |

 qualifiziert für die 1. Liga des nächsten Europacups

## Länderwertungen 1. Liga
Die Wettbewerbe in der 1. Liga wurden für Männer und Frauen gemeinsam in der spanischen Stadt Valencia ausgetragen. Die beiden jeweiligen Mannschaften auf den Plätzen eins und zwei qualifizierten sich für die Superliga des kommenden Europacups. Absteiger in die 2. Liga gab es aufgrund der geplanten Erweiterung von Liga 1 nicht.
| Länderwertungen 1. Liga – in Valencia am 11./12. Juni | Länderwertungen 1. Liga – in Valencia am 11./12. Juni | Länderwertungen 1. Liga – in Valencia am 11./12. Juni | Länderwertungen 1. Liga – in Valencia am 11./12. Juni | Länderwertungen 1. Liga – in Valencia am 11./12. Juni | Länderwertungen 1. Liga – in Valencia am 11./12. Juni |
|                                                       | Frauen                                                | Frauen                                                |                                                       | Männer                                                | Männer                                                |
| Platz                                                 | Land                                                  | Punkte                                                |                                                       | Land                                                  | Punkte                                                |
| ----------------------------------------------------- | ----------------------------------------------------- | ----------------------------------------------------- | ----------------------------------------------------- | ----------------------------------------------------- | ----------------------------------------------------- |
| 1                                                     | Polen                                                 | 106                                                   |                                                       | Schweden                                              | 113,0                                                 |
| 2                                                     | Italien                                               | 094                                                   |                                                       | Polen                                                 | 112,5                                                 |
| 3                                                     | Portugal                                              | 081                                                   |                                                       | Belarus                                               | 102,0                                                 |
| 4                                                     | Tschechien                                            | 080                                                   |                                                       | Griechenland                                          | 095,5                                                 |
| 5                                                     | Finnland                                              | 072                                                   |                                                       | Ungarn                                                | 089,0                                                 |
| 6                                                     | Schweiz                                               | 068                                                   |                                                       | Tschechien                                            | 083,0                                                 |
| 7                                                     | Litauen                                               | 064                                                   |                                                       | Bulgarien                                             | 071,0                                                 |
| 8                                                     | Österreich                                            | 043                                                   |                                                       | Dänemark                                              | 052,0                                                 |

 qualifiziert für die Superliga des nächsten Europacups

## Länderwertungen Superliga
Die Männer- und Frauenteams auf den jeweils letzten beiden Plätzen stiegen in die 1. Liga des nachfolgenden Europacups ab.
| Länderwertungen Superliga – in Birmingham am 25./26. Juni | Länderwertungen Superliga – in Birmingham am 25./26. Juni | Länderwertungen Superliga – in Birmingham am 25./26. Juni | Länderwertungen Superliga – in Birmingham am 25./26. Juni | Länderwertungen Superliga – in Birmingham am 25./26. Juni | Länderwertungen Superliga – in Birmingham am 25./26. Juni |
|                                                           | Frauen                                                    | Frauen                                                    |                                                           | Männer                                                    | Männer                                                    |
| Platz                                                     | Land                                                      | Punkte                                                    |                                                           | Land                                                      | Punkte                                                    |
| --------------------------------------------------------- | --------------------------------------------------------- | --------------------------------------------------------- | --------------------------------------------------------- | --------------------------------------------------------- | --------------------------------------------------------- |
| 1                                                         | Deutschland                                               | 98                                                        |                                                           | Deutschland                                               | 121,0                                                     |
| 2                                                         | Großbritannien                                            | 97                                                        |                                                           | Großbritannien                                            | 106,5                                                     |
| 3                                                         | Russland                                                  | 95                                                        |                                                           | Russland                                                  | 101,0                                                     |
| 4                                                         | Ukraine                                                   | 86                                                        |                                                           | Ukraine                                                   | 087,0                                                     |
| 5                                                         | Belarus                                                   | 64                                                        |                                                           | Italien                                                   | 084,0                                                     |
| 6                                                         | Frankreich                                                | 60                                                        |                                                           | Schweden                                                  | 081,5                                                     |
| 7                                                         | Rumänien                                                  | 60                                                        |                                                           | Frankreich                                                | 080,0                                                     |
| 8                                                         | Spanien                                                   | 50                                                        |                                                           | Rumänien                                                  | 055,0                                                     |

 abgestiegen in die 1. Liga des nächsten Europacups

## Legende
Kurze Übersicht zur Bedeutung der Symbolik – so üblicherweise auch in sonstigen Veröffentlichungen verwendet:
| DNF | nicht im Ziel (did not finish)                               |
| DSQ | disqualifiziert                                              |
| NM  | ohne Höhe                                                    |
| ogV | ohne gültigen Versuch                                        |
| w   | Rückenwindunterstützung über dem erlaubten Limit von 2,0 m/s |
| x   | ungültig                                                     |
| o   | Höhe übersprungen                                            |
| –   | ausgelassen                                                  |
| r   | Wettkampf nicht fortgesetzt (retired)                        |

## Superliga: Resultate der Einzeldisziplinen

### Männer

#### 100 m
| Platz | Athlet              | Land | Zeit (s) |
| ----- | ------------------- | ---- | -------- |
| 1     | Linford Christie    | GBR  | 10,21    |
| 2     | Marc Blume          | GER  | 10,37    |
| 3     | Pawel Galkin        | RUS  | 10,42    |
| 4     | Sandro Floris       | ITA  | 10,45    |
| 5     | Wladyslaw Dolohodin | UKR  | 10,46    |
| 6     | Daniel Cojocaro     | ROU  | 10,50    |
| 7     | Éric Perrot         | FRA  | 10,56    |
| 8     | Mikael Wennolf      | SWE  | 10,62    |

Datum: 25. Juni
Wind: +0,9 m/s

#### 200 m
| Platz | Athlet           | Land | Zeit (s) |
| ----- | ---------------- | ---- | -------- |
| 1     | Linford Christie | GBR  | 20,67    |
| 2     | Sergey Osovic    | UKR  | 20,70    |
| 3     | Daniel Sangouma  | FRA  | 21,04    |
| 4     | Michael Huke     | GER  | 21,11    |
| 5     | Daniel Cojocaro  | ROU  | 21,17    |
| 6     | Andrei Fedoriw   | RUS  | 21,18    |
| 7     | Lars Hedner      | SWE  | 21,23    |
| 8     | Sandro Floris    | ITA  | 21,28    |

Datum: 26. Juni
Wind: −0,1 m/s

#### 400 m
| Platz | Athlet              | Land | Zeit (s) |
| ----- | ------------------- | ---- | -------- |
| 1     | Roger Black         | GBR  | 45,08    |
| 2     | Jean-Louis Rapnouil | FRA  | 46.43    |
| 3     | Dmitri Golowastow   | RUS  | 46,58    |
| 4     | Rikard Rasmussen    | SWE  | 46,93    |
| 5     | Thomas Schönlebe    | GER  | 46,96    |
| 6     | Andrea Nuti         | ITA  | 47,27    |
| 7     | Wadim Ogij          | UKR  | 47,59    |
| 8     | Ionica Carabas      | ROU  | 48,46    |

Datum: 25. Juni

#### 800 m
| Platz | Athlet             | Land | Zeit (min) |
| ----- | ------------------ | ---- | ---------- |
| 1     | Nico Motchebon     | GER  | 1:48,10    |
| 2     | Davide Cadoni      | ITA  | 1:48,42    |
| 3     | Craig Winrow       | GBR  | 1:48,76    |
| 4     | Andrei Loginow     | RUS  | 1:49,91    |
| 5     | Torbjörn Johansson | SWE  | 1:50,26    |
| 6     | Andrei Buschenko   | UKR  | 1:50,64    |
| 7     | Ion Bogde          | ROU  | 2:05,22    |
| DSQ   | Jimmy Jean-Joseph  | FRA  |            |

Datum: 26. Juni

#### 1500 m
| Platz | Athlet                 | Land | Zeit (min) |
| ----- | ---------------------- | ---- | ---------- |
| 1     | Andrei Bulkowski       | UKR  | 3:49,33    |
| 2     | Rüdiger Stenzel        | GER  | 3:49,38    |
| 3     | Gary Lough             | GBR  | 3:49,57    |
| 4     | Samir Benfarès         | FRA  | 3:49,61    |
| 5     | Giuseppe D’Urso        | ITA  | 3:49,98    |
| 6     | Wjatscheslaw Schabunin | RUS  | 3:50,44    |
| 7     | Ovidiu Olteanu         | ROU  | 3:50,95    |
| 8     | Peter Koskenkorva      | SWE  | 3:52,38    |

Datum: 25. Juni

#### 5000 m
| Platz | Athlet           | Land | Zeit (min) |
| ----- | ---------------- | ---- | ---------- |
| 1     | Dieter Baumann   | GER  | 13:48,95   |
| 2     | Abdellah Béhar   | FRA  | 13:49,12   |
| 3     | Ovidiu Olteanu   | ROU  | 13:49,43   |
| 4     | John Mayock      | GBR  | 13:50,58   |
| 5     | Umberto Pusterla | ITA  | 13:51,80   |
| 6     | Wener Kaschajew  | RUS  | 13:52,48   |
| 7     | Claes Nyberg     | SWE  | 14:13,81   |
| 8     | Waleri Tschesak  | UKR  | 14:24,49   |

Datum: 26. Juni

#### 10.000 m
| Platz | Athlet            | Land | Zeit (min) |
| ----- | ----------------- | ---- | ---------- |
| 1     | Francesco Panetta | ITA  | 28:38,45   |
| 2     | Stéphane Franke   | GER  | 28:38,99   |
| 3     | Oleg Strischakow  | RUS  | 29:03,55   |
| 4     | Jonny Danielson   | SWE  | 29:10,85   |
| 5     | Gary Staines      | GBR  | 29:57,27   |
| 6     | François Barreau  | FRA  | 30:02,33   |
| 7     | Ion Avramescu     | ROU  | 30:04,50   |
| 8     | Igor Sorla        | UKR  | 31:02,87   |

Datum: 25. Juni

#### 110 m Hürden
| Platz | Athlet              | Land | Zeit (s) |
| ----- | ------------------- | ---- | -------- |
| 1     | Florian Schwarthoff | GER  | 13,35    |
| 2     | Wladimir Belokon    | UKR  | 13,62    |
| 3     | Andy Tulloch        | GBR  | 13,65    |
| 4     | Laurent Ottoz       | ITA  | 13,67    |
| 5     | George Boroi        | ROU  | 13,68    |
| 6     | Claes Albihn        | SWE  | 13,68    |
| 7     | Dan Philibert       | FRA  | 13,70    |
| 8     | Wladimir Schischkin | RUS  | 14,04    |

Datum: 26. Juni
Wind: +1,9 m/s

#### 400 m Hürden
| Platz | Athlet               | Land | Zeit (s) |
| ----- | -------------------- | ---- | -------- |
| 1     | Sven Nylander        | SWE  | 49,36    |
| 2     | Oleh Twerdochleb     | UKR  | 49,37    |
| 3     | Stéphane Diagana     | FRA  | 49,47    |
| 4     | Fabrizio Mori        | ITA  | 49,96    |
| 5     | Edgar Itt            | GER  | 50,08    |
| 6     | Peter Crampton       | GBR  | 50,09    |
| 7     | Ruslan Maschtschenko | RUS  | 51,23    |
| 8     | Mugur Mateescu       | ROU  | 51,81    |

Datum: 25. Juni

#### 3000 m Hindernis
| Platz | Athlet                  | Land | Zeit (min) |
| ----- | ----------------------- | ---- | ---------- |
| 1     | Alessandro Lambruschini | ITA  | 8:24,98    |
| 2     | Steffen Brand           | GER  | 8:27,83    |
| 3     | Justin Chaston          | GBR  | 8:29,99    |
| 4     | Wladimir Goljas         | RUS  | 8:32,97    |
| 5     | Alexei Pazerin          | UKR  | 8:33,78    |
| 6     | Florin lonescu          | ROU  | 8:38,94    |
| 7     | Thierry Brusseau        | FRA  | 8:40,99    |
| 8     | Magnus Bengtsson        | SWE  | 8:58,54    |

Datum: 26. Juni

#### 4 × 100 m Staffel
| Platz | Besetzung      | Land                                                                   | Zeit (s) |
| ----- | -------------- | ---------------------------------------------------------------------- | -------- |
| 1     | Großbritannien | Jason John Solomon Wariso John Regis Linford Christie                  | 38,72    |
| 2     | Ukraine        | Sergei Osowitsch Dimitri Wanjaikin Oleg Kramarenko Wladyslaw Dolohodin | 38,79    |
| 3     | Deutschland    | Steffen Görmer Marc Blume Michael Huke Holger Blume                    | 38,81    |
| 4     | Russland       | Pawel Galkin Dimitri Michailow Oleg Fatun Juri Misera                  | 39,12    |
| 5     | Frankreich     | Herman Lomba Éric Perrot Daniel Sangouma Laurent Leconte               | 39,27    |
| 6     | Italien        | Marco Menchini Domenico Nettis Sandro Floris Ezio Madonia              | 39,33    |
| 7     | Schweden       | Mikael Wennolf Matias Ghansah Lars Hedner Thomas Leandersson           | 39,39    |
| 8     | Rumänien       | Marian Gogosa Daniel Cojocaru Florian Stefan George Boroi              | 40,56    |

Datum: 25. Juni

#### 4 × 400 m Staffel
| Platz | Besetzung      | Land                                                                | Zeit (min) |
| ----- | -------------- | ------------------------------------------------------------------- | ---------- |
| 1     | Großbritannien | Du’aine Ladejo Brian Whittle Adrian Patrick Roger Black             | 3:02,50    |
| 2     | Russland       | Dmitri Golowastow Michail Wdowin Ruslan Maschtschenko Dmitri Kossow | 3:03,57    |
| 3     | Frankreich     | Jean-Louis Rapnouil Bruno Konzylo Pierre Hilaire Stéphane Diagana   | 3:03,74    |
| 4     | Schweden       | Mikael Ekman Sven Nylander Rikard Rasmussen Niklas Wallenlind       | 3:05,34    |
| 5     | Italien        | Marco Vaccari Giorgio Frinolli Alessandro Aimar Andrea Nuti         | 3:06.04    |
| 6     | Deutschland    | Bodo Unger Karsten Just Daniel Bittner Kai Karsten                  | 3:06,16    |
| 7     | Rumänien       | Mugur Mateescu Zsombor Filep Ionica Carabas Daniel Cojocaru         | 3:12,05    |
| DSQ   | Ukraine        |                                                                     |            |

Datum: 26. Juni

#### Hochsprung
| Platz | Athlet             | Land | Höhe (m) | Versuchsserie (m) | Versuchsserie (m) | Versuchsserie (m) | Versuchsserie (m) | Versuchsserie (m) |
| Platz | Athlet             | Land | Höhe (m) | 2,10              | 2,15              | 2,20              | 2,25              | 2,28              |
| 1     | Wolf-Hendrik Beyer | GER  | 2,25     | –                 | o                 | xo                | o                 | xxx               |
| 2     | Patrick Thavelin   | SWE  | 2,20     | o                 | o                 | o                 | xxx               |                   |
| 3     | Dalton Grant       | GBR  | 2,20     | –                 | o                 | xo                | xxx               |                   |
| 4     | Leonid Pumalainen  | RUS  | 2,20     | o                 | xo                | xxo               | xxx               |                   |
| 5     | Roberto Ferrari    | ITA  | 2,15     |                   | o                 | o                 | xxx               |                   |
| 5     | Eugen Popescu      | ROU  | 2,15     | o                 | o                 | xxx               |                   |                   |
| 7     | Joël Vincent       | FRA  | 2,15     | xo                | o                 | xxx               |                   |                   |
| 8     | Sergei Kolesnik    | UKR  | 2,10     | xxo               | xxx               |                   |                   |                   |

Datum: 25. Juni

#### Stabhochsprung
| Platz | Athlet             | Land | Höhe (m) | Versuchsserie (m) | Versuchsserie (m) | Versuchsserie (m) | Versuchsserie (m) | Versuchsserie (m) | Versuchsserie (m) | Versuchsserie (m) | Versuchsserie (m) |
| Platz | Athlet             | Land | Höhe (m) | 4,60              | 5,00              | 5,20              | 5,40              | 5,50              | 5,60              | 5,70              | 6,00              |
| 1     | Jean Galfione      | FRA  | 5,70     | –                 | –                 | –                 | –                 | o                 | –                 | o                 | xxx               |
| 2     | Patrik Stenlund    | SWE  | 5,60     | o                 | –                 | xo                | xo                | o                 | o                 | xxx               |                   |
| 3     | Tim Lobinger       | GER  | 5,60     | –                 | –                 | o                 | o                 | o                 | xxo               | xxx               |                   |
| 4     | Sergei Jesiptschuk | UKR  | 5,40     | –                 | –                 | –                 | xo                | xxx               |                   |                   |                   |
| 5     | Mike Edwards       | GBR  | 5,20     | –                 | o                 | o                 | xxx               |                   |                   |                   |                   |
| 6     | Gianni Iapichino   | ITA  | 5,00     | –                 | o                 | xxx               |                   |                   |                   |                   |                   |
| 7     | Razvan Enescu      | ROU  | 4,60     | o                 | xxx               |                   |                   |                   |                   |                   |                   |
| NM    | Rodion Gataullin   | RUS  | ogV      | –                 | –                 | –                 | –                 | –                 | xxx               |                   |                   |

Datum: 26. Juni

#### Weitsprung
| Platz | Athlet               | Land | Weite (m) | Versuchsserie (m) | Versuchsserie (m) | Versuchsserie (m) | Versuchsserie (m) | Versuchsserie (m) | Versuchsserie (m) |
| Platz | Athlet               | Land | Weite (m) | 1. Versuch        | 2. Versuch        | 3. Versuch        | 4. Versuch        | 5. Versuch        | 6. Versuch        |
| 1     | Stanislaw Tarassenko | RUS  | 8,02      | 7,98              | 8,02              | 7,90              | 7,74              | x                 | 7,90              |
| 2     | Dietmar Haaf         | GER  | 7,84      | 7,36              | 7,57              | 7,68              | 7,82              | 7,84              | 7,82              |
| 3     | Bogdan Tudor         | ROU  | 7,78      | x                 | 7,45              | x                 | x                 | 7,57              | 7,78              |
| 4     | Mattias Sunneborn    | SWE  | 7,75      | 7,57              | 7,50              | 7,75              | 7,61              | 7,59              | 7,48              |
| 5     | Jewgeni Semenjuk     | UKR  | 7,70      | x                 | 7,45              | 7,62              | 7,70              | x                 | –                 |
| 6     | Barrington Williams  | GBR  | 7,66      | 7,40              | 7,27              | –                 | 7,33              | 7,29              | 7,66              |
| 7     | Olivier Borderan     | FRA  | 7,62      | 7,54              | 7,50              | 7,62              | x                 | x                 | x                 |
| 8     | Milko Campus         | ITA  | 7,60      | x                 | 7,49              | 7,44              | 7,32              | 7,47              | 7,60              |

Datum: 25. Juni

#### Dreisprung
| Platz | Athlet                 | Land | Weite (m) | Versuchsserie (m) | Versuchsserie (m) | Versuchsserie (m) | Versuchsserie (m) | Versuchsserie (m) | Versuchsserie (m) |
| Platz | Athlet                 | Land | Weite (m) | 1. Versuch        | 2. Versuch        | 3. Versuch        | 4. Versuch        | 5. Versuch        | 6. Versuch        |
| 1     | Denis Kapustin         | RUS  | 17,30     | 17,21             | 17,30             | 17,00             | x                 | r                 | r                 |
| 2     | Tord Henriksson        | SWE  | 16,99     | 16,79             | 16,55             | 16,66             | 16,59             | x                 | 16,99             |
| 3     | Serge Hélan            | FRA  | 16,92     | 16,18             | 16,51             | 16,15             | x                 | 16,62             | 16,92             |
| 4     | Jonathan Edwards       | GBR  | 16,88     | 16,86             | 16,87             | 16,88             | 15,36             | 16,57             | x                 |
| 5     | Wolodymyr Krawtschenko | UKR  | 16,16     | 15,82             | 16,03             | 16,03             | 16,16             | 15,93             | x                 |
| 6     | Daniele Buttiglione    | ITA  | 16,15     | 15,66             | 15,85             | x                 | x                 | 16,15             | 15,91             |
| 7     | Karsten Richter        | GER  | 16,12     | 15,58             | x                 | 15,85             | 16,02             | x                 | 16,12             |
| 8     | Lucian Sfiea           | ROU  | 15,91     | 15,02             | 15,19             | 15,24             | 15,67             | x                 | 15,91             |

Datum: 26. Juni

#### Kugelstoßen
| Platz | Athlet            | Land | Weite (m) | Versuchsserie (m) | Versuchsserie (m) | Versuchsserie (m) | Versuchsserie (m) | Versuchsserie (m) | Versuchsserie (m) |
| Platz | Athlet            | Land | Weite (m) | 1. Versuch        | 2. Versuch        | 3. Versuch        | 4. Versuch        | 5. Versuch        | 6. Versuch        |
| 1     | Paolo Dal Soglio  | ITA  | 19,69     | 19,48             | 19,39             | 19,65             | x                 | 19,40             | 19,69             |
| 2     | Roman Wiratsjuk   | UKR  | 19,40     | 18,97             | 19,09             | x                 | x                 | 19,40             | x                 |
| 3     | Gheorghe Gușet    | ROU  | 19,23     | 19,23             | x                 | 19,05             | x                 | 18,93             | 19,23             |
| 4     | Oliver-Sven Buder | GER  | 19,02     | 19,02             | x                 | 18,92             | x                 | 18,85             | 18,89             |
| 5     | Sergei Nikolajew  | RUS  | 18,98     | 18,87             | x                 | 18,71             | x                 | 18,83             | 18,98             |
| 6     | Kent Larsson      | SWE  | 18,89     | 18,87             | x                 | x                 | x                 | 18,54             | 18,89             |
| 7     | Paul Edwards      | GBR  | 18,10     | x                 | 18,10             | x                 | x                 | x                 | 18,07             |
| 8     | Jean-Louis Lebon  | FRA  | 17,13     | x                 | x                 | 16,62             | 16,70             | 17,05             | 17,13             |

Datum: 25. Juni

#### Diskuswurf
| Platz | Athlet               | Land | Weite (m) | Versuchsserie (m) | Versuchsserie (m) | Versuchsserie (m) | Versuchsserie (m) | Versuchsserie (m) | Versuchsserie (m) |
| Platz | Athlet               | Land | Weite (m) | 1. Versuch        | 2. Versuch        | 3. Versuch        | 4. Versuch        | 5. Versuch        | 6. Versuch        |
| 1     | Dmitri Schewtschenko | RUS  | 64,74     | 59,16             | 64,74             | x                 | 63,20             | 63,70             | x                 |
| 2     | Jürgen Schult        | GER  | 64,42     | –                 | 60,32             | 60,26             | 64,00             | 64,42             | 63,96             |
| 3     | Wladimir Sintschenko | UKR  | 62,80     | –                 | 61,88             | 62,80             | 62,00             | 59,56             | 61,44             |
| 4     | Costel Grasu         | ROU  | 60,62     | 59,18             | 60,62             | 57,34             | 58,04             | x                 | x                 |
| 5     | Dag Solhaug          | SWE  | 59,72     | 54,10             | 52,84             | 55,66             | 56,62             | 58,54             | 59,72             |
| 6     | Robert Weir          | GBR  | 58,92     | 55,84             | 58,34             | 58,88             | 58,92             | 56,22             | 57,52             |
| 7     | Diego Fortuna        | ITA  | 57,16     | 57,16             | 53,38             | x                 | x                 | x                 | 56,28             |
| 8     | Jean-Claude Retel    | FRA  | 57,14     | 57,14             | –                 | x                 | 54,00             | 52,54             | x                 |

Datum: 26. Juni

#### Hammerwurf
| Platz | Athlet            | Land | Weite (m) | Versuchsserie (m) | Versuchsserie (m) | Versuchsserie (m) | Versuchsserie (m) | Versuchsserie (m) | Versuchsserie (m) |
| Platz | Athlet            | Land | Weite (m) | 1. Versuch        | 2. Versuch        | 3. Versuch        | 4. Versuch        | 5. Versuch        | 6. Versuch        |
| 1     | Wassili Sidorenko | RUS  | 78,76     | 78,76             | 77,32             | 77,74             | x                 | 78,26             | x                 |
| 2     | Andrij Skwaruk    | UKR  | 78,20     | 76,82             | 76,14             | 78,20             | 77,40             | 76,58             | 78,14             |
| 3     | Christophe Épalle | FRA  | 78,16     | 75,66             | 77,66             | x                 | 76,12             | 78,16             | 75,90             |
| 4     | Heinz Weis        | GER  | 75,02     | 73,38             | 74,26             | 74,28             | 74,02             | 75,02             | 73,88             |
| 5     | Tore Gustafsson   | SWE  | 71,16     | x                 | 71,16             | 68,96             | x                 | x                 | x                 |
| 6     | Enrico Sgrulletti | ITA  | 70,72     | x                 | x                 | 70,62             | 70,48             | 70,72             | 70,28             |
| 7     | Peter Vivian      | GBR  | 68,44     | 66,34             | x                 | 68,44             | 67,78             | x                 | x                 |
| 8     | Cosmin Sorescu    | ROU  | 59,72     | 57,42             | 55,92             | 59,72             | 59,68             | x                 | 58,30             |

Datum: 26. Juni

#### Speerwurf
| Platz | Athlet                | Land | Weite (m) | Versuchsserie (m) | Versuchsserie (m) | Versuchsserie (m) | Versuchsserie (m) | Versuchsserie (m) | Versuchsserie (m) |
| Platz | Athlet                | Land | Weite (m) | 1. Versuch        | 2. Versuch        | 3. Versuch        | 4. Versuch        | 5. Versuch        | 6. Versuch        |
| 1     | Andrzej Morujew       | RUS  | 87,34     | 87,34             | –                 | –                 | x                 | –                 | x                 |
| 2     | Raymond Hecht         | GER  | 85,40     | 85,40             | 85,36             | 82,66             | 84,14             | 82,66             | 83,16             |
| 3     | Mick Hill             | GBR  | 85,28     | 84,12             | x                 | x                 | 83,94             | 84,52             | 85,28             |
| 4     | Patrik Bodén          | SWE  | 83,82     | 81,68             | 79,90             | 79,94             | 83,82             | 81,56             | 79,24             |
| 5     | Alain Storaci         | FRA  | 73,44     | 71,62             | 69,78             | 72,36             | 73,44             | 71,12             | 71,74             |
| 6     | Moreno Belletti       | ITA  | 73,28     | 71,72             | 69,78             | 72,36             | 73,28             | 71,12             | 71,74             |
| 7     | Andrzei Masnitschenko | UKR  | 70,32     | 68,40             | 73,28             | x                 | 67,74             | 68,02             | 70,14             |
| 8     | Dorel Greta           | ROU  | 66,52     | 63,28             | x                 | x                 | 66,52             | 62,84             | 60,20             |

Datum: 25. Juni

### Frauen

#### 100 m
| Platz | Athletin            | Land | Zeit (s) |
| ----- | ------------------- | ---- | -------- |
| 1     | Schanna Tarnopolska | UKR  | 11,26    |
| 2     | Katharine Merry     | GBR  | 11,34    |
| 3     | Melanie Paschke     | GER  | 11,37    |
| 4     | Oksana Djatschenko  | RUS  | 11,50    |
| 5     | Sandra Myers        | ESP  | 11,54    |
| 6     | Frédérique Bangué   | FRA  | 11,64    |
| 7     | Margarita Molchan   | BLR  | 11,78    |
| 8     | Erica Niculae       | ROU  | 11,89    |

Datum: 25. Juni
Wind: +0,8 m/s

#### 200 m
| Platz | Athletin            | Land | Zeit (s) |
| ----- | ------------------- | ---- | -------- |
| 1     | Silke-Beate Knoll   | GER  | 23,04    |
| 2     | Katharine Merry     | GBR  | 23,28    |
| 3     | Oksana Djatschenko  | RUS  | 23,65    |
| 4     | Victorija Fomenko   | UKR  | 23,87    |
| 5     | Sandra Myers        | ESP  | 23,98    |
| 6     | Fabienne Ficher     | FRA  | 24,10    |
| 7     | Natalia Winogradowa | BLR  | 24,25    |
| 8     | Ionela Târlea       | ROU  | 24,52    |

Datum: 26. Juni
Wind: +2,9 m/s
Der Rückenwind lag um 0,9 m/s über dem für die Aufnahme der Leistungen in Bestenlisten zulässigen Wert.

#### 400 m
| Platz | Athletin               | Land | Zeit (s) |
| ----- | ---------------------- | ---- | -------- |
| 1     | Swetlana Gontscharenko | RUS  | 52,08    |
| 2     | Melanie Neef           | GBR  | 52,43    |
| 3     | Francine Landre        | FRA  | 52,86    |
| 4     | Jelena Nasonkina       | UKR  | 54,16    |
| 5     | Yolanda Reyes          | ESP  | 54,31    |
| 6     | Elena Vizitiu          | ROU  | 55,00    |
| 7     | Natalia Ignatjuk       | BLR  | 56,91    |
| DNF   | Anja Rücker            | GER  |          |

Datum: 25. Juni

#### 800 m
| Platz | Athletin              | Land | Zeit (min) |
| ----- | --------------------- | ---- | ---------- |
| 1     | Diane Modahl          | GBR  | 2:02,81    |
| 2     | Patricia Djaté        | FRA  | 2:02,95    |
| 3     | Jelena Zawatskaja     | UKR  | 2:04,48    |
| 4     | Simone Weidner        | GER  | 2:05,12    |
| 5     | Violeta Beclea        | ROU  | 2:05,56    |
| 6     | Tamara Kuprianowitsch | BLR  | 2:05,95    |
| 7     | Jelena Afanassjewa    | RUS  | 2:06,51    |
| 8     | Dolores Rodriguez     | ESP  | 2:08,60    |

Datum: 25. Juni

#### 1500 m
| Platz | Athletin          | Land | Zeit (min) |
| ----- | ----------------- | ---- | ---------- |
| 1     | Ljubow Kremljowa  | RUS  | 4:05,97    |
| 2     | Kelly Holmes      | GBR  | 4:06,48    |
| 3     | Violeta Beclea    | ROU  | 4:09,26    |
| 4     | Ellen Kießling    | GER  | 4:10,82    |
| 5     | Olena Stortschowa | UKR  | 4:13,56    |
| 6     | Laurence Vivier   | FRA  | 4:17,00    |
| 7     | Maite Zúñiga      | ESP  | 4:19,77    |
| 8     | Oksana Mernikova  | BLR  | 4:49,04    |

Datum: 26. Juni

#### 3000 m
| Platz | Athletin          | Land | Zeit (min) |
| ----- | ----------------- | ---- | ---------- |
| 1     | Ljudmila Borisowa | RUS  | 8:52,21    |
| 2     | Farida Fatès      | FRA  | 8:53,40    |
| 3     | Sonia McGeorge    | GBR  | 8:55,47    |
| 4     | Tatjana Bjelowol  | FRA  | 9:06,49    |
| 5     | Estela Estévez    | ESP  | 9:08,24    |
| 6     | Jelena Masowka    | BLR  | 9:13,76    |
| 7     | Margareta Keszeg  | ROU  | 9:17,63    |
| 8     | Andrea Karhoff    | GER  | 9:19,35    |

Datum: 25. Juni

#### 10.000 m
| Platz | Athletin            | Land | Zeit (min) |
| ----- | ------------------- | ---- | ---------- |
| 1     | Kathrin Weßel       | GER  | 32:26,85   |
| 2     | Rosario Murcia      | FRA  | 32:59,80   |
| 3     | Rocío Ríos          | ESP  | 33:22,18   |
| 4     | Nadeschda Galjamowa | RUS  | 33:25,62   |
| 5     | Iulia Negura        | ROU  | 33:33,40   |
| 6     | Vikki McPherson     | GBR  | 34:03,07   |
| 7     | Natalja Haluschko   | BLR  | 34:55,62   |
| 8     | Natalja Worobjowa   | UKR  | 35:47,39   |

Datum: 26. Juni

#### 100 m Hürden
| Platz | Athletin          | Land | Zeit (s) |
| ----- | ----------------- | ---- | -------- |
| 1     | Jackie Agyepong   | GBR  | 13,00    |
| 2     | Julija Graudyn    | RUS  | 13,07    |
| 3     | Anne Piquereau    | FRA  | 13,21    |
| 4     | Nadeschda Bodrowa | UKR  | 13,22    |
| 5     | Caren Jung        | GER  | 13,39    |
| 6     | Maria Mardorningo | ESP  | 13,43    |
| 7     | Erica Niculae     | ROU  | 13,60    |
| 8     | Irina Mylnikowa   | BLR  | 13,78    |

Datum: 26. Juni
Wind: −1,4 m/s

#### 400 m Hürden
| Platz | Athletin              | Land | Zeit (s) |
| ----- | --------------------- | ---- | -------- |
| 1     | Sally Gunnell         | GBR  | 54,62    |
| 2     | Tetjana Tereschtschuk | UKR  | 55,04    |
| 3     | Tazjana Kurotschkina  | BLR  | 56,02    |
| 4     | Wera Ordina           | RUS  | 56,13    |
| 5     | Heike Meißner         | GER  | 56,23    |
| 6     | Carole Nelson         | FRA  | 57,97    |
| 7     | Ionela Târlea         | ROU  | 58,62    |
| 8     | Esther Lahoz          | ESP  | 58,69    |

Datum: 25. Juni

#### 4 × 100 m Staffel
| Platz | Land           | Besetzung                                                                        | Zeit (s) |
| ----- | -------------- | -------------------------------------------------------------------------------- | -------- |
| 1     | Ukraine        | Iryna Sljussar Victorija Fomenko Schanna Tarnopolska Schanna Krawtschenko        | 43,38    |
| 2     | Großbritannien | Stephanie Douglas Katharine Merry Simmone Jacobs Paula Thomas                    | 43,46    |
| 3     | Deutschland    | Bettina Zipp Silke Lichtenhagen Silke-Beate Knoll Melanie Paschke                | 44,24    |
| 4     | Russland       | Nadeschda Roschtschupkina Oksana Djatschenko Marina Schirowa Natalja Mersljakowa | 44,43    |
| 5     | Belarus        | Natalja Schuk Natalia Winogradowa Tatjana Starinskaja Margarita Molchan          | 44,64    |
| 6     | Spanien        | Carmen Blay Carmen Garcia-Campero Patricia Morales Yolanda Diaz                  | 45,90    |
| 7     | Rumänien       | Lia Elena Murgu Erica Niculae Mirela Dulgheru Ionela Târlea                      | 46,19    |
| DNF   | Frankreich     | Patricia Girard Odiah Sidibé Fabienne Ficher Frédérique Bangué                   |          |

Datum: 25. Juni

#### 4 × 400 m Staffel
| Platz | Land           | Besetzung                                                                 | Zeit (min) |
| ----- | -------------- | ------------------------------------------------------------------------- | ---------- |
| 1     | Großbritannien | Melanie Neef Tracy Goddard Phylis Smith Sally Gunnell                     | 3:27,33    |
| 2     | Deutschland    | Jana Schönenberger Angelika Haggenmüller Uta Rohländer Heike Meißner      | 3:27,78    |
| 3     | Russland       | Jelena Goleschewa Wera Sytschugowa Jelena Andrejewa Swetlana Gontschare   | 3:28,85    |
| 4     | Ukraine        | Jana Manujlowa Wiktoria Miloserdowa Ljudmila Kaschtschei Jelena Nasonkina | 3:31,05    |
| 5     | Frankreich     | Marie-Line Scholent Marie-Louise Bévis Francine Landre Évelyne Élien      | 3:32,00    |
| 6     | Belarus        | Hanna Kosak Natalja Ignatjuk Tazjana Kurotschkina Tamara Kuprianowitsch   | 3:33,25    |
| 7     | Rumänien       | Nicoleta Caratsu Laura Itcou Elena Vizitiu Magdalena Nedelcu              | 3:33,39    |
| 8     | Spanien        | Blanca Lacambra Yolanda Reyes Mareia Lluch Esther Lahoz                   | 3:38,20    |

Datum: 26. Juni

#### Hochsprung
| Platz | Athletin             | Land | Höhe (m) | Versuchsserie (m) | Versuchsserie (m) | Versuchsserie (m) | Versuchsserie (m) | Versuchsserie (m) | Versuchsserie (m) | Versuchsserie (m) | Versuchsserie (m) |
| Platz | Athletin             | Land | Höhe (m) | 1,70              | 1,75              | 1,80              | 1,85              | 1,88              | 1,91              | 1,94              | 1,97              |
| 1     | Tazzjana Scheutschyk | BLR  | 1,94     | –                 | –                 | –                 | o                 | o                 | xo                | xo                | xxx               |
| 2     | Monica Iagăr         | ROU  | 1,91     | –                 | o                 | o                 | o                 | o                 | xxo               | xxx               |                   |
| 3     | Jelena Guljajewa     | RUS  | 1,88     | –                 | –                 | o                 | xo                | o                 | xxx               |                   |                   |
| 4     | Marion Hellmann      | GER  | 1,88     | –                 | –                 | o                 | xo                | xo                | xxx               |                   |                   |
| 5     | Mari Mar Martínez    | ESP  | 1,85     | o                 | o                 | o                 | xo                | xxx               |                   |                   |                   |
| 6     | Julia Bennett        | GBR  | 1,85     | –                 | o                 | o                 | xxo               | xxx               |                   |                   |                   |
| 7     | Iryna Mychaltschenko | UKR  | 1,80     | –                 | o                 | xo                | xxx               |                   |                   |                   |                   |
| 8     | Marise Maury         | FRA  | 1,80     | o                 | xxo               | xr                |                   |                   |                   |                   |                   |

Datum: 26. Juni

#### Weitsprung
| Platz | Athletin              | Land | Weite (m) | Versuchsserie (m) | Versuchsserie (m) | Versuchsserie (m) | Versuchsserie (m) | Versuchsserie (m) | Versuchsserie (m) |
| Platz | Athletin              | Land | Weite (m) | 1. Versuch        | 2. Versuch        | 3. Versuch        | 4. Versuch        | 5. Versuch        | 6. Versuch        |
| 1     | Heike Drechsler       | GER  | 6,99      | 6,81              | 6,99              | x                 | x                 | x                 | x                 |
| 2     | Olga Rubljowa         | RUS  | 6,65      | 6,53              | 6,14              | 6,65              | 6,14              | 6,52              | 6,63              |
| 3     | Larissa Kutschinskaja | BLR  | 6,54      | x                 | 6,39              | 6,51              | 6,32              | 6,54              | 6,54              |
| 4     | Jelena Semiraz        | UKR  | 6,54      | 6,09              | 6,25              | 6,50              | 6,23              | x                 | 6,54              |
| 5     | Denise Lewis          | GBR  | 6,42      | 6,29              | x                 | 6,42              | 6,22              | x                 | 5,60              |
| 6     | Mirela Dulgheru       | ROU  | 6,39      | 6,21              | x                 | 6,39              | 6,23              | 6,22              | x                 |
| 7     | Anastasia Mahob       | FRA  | 6,18      | 6,07              | 5,96              | 5,92              | x                 | 3,27              | 6,18              |
| 8     | Yolanda Rodríguez     | ESP  | 6,11      | 5,98              | 6,03              | 5,80              | 5,76              | 6,11              | 6,01              |

Datum: 26. Juni

#### Dreisprung
| Platz | Athletin              | Land | Weite (m) | Versuchsserie (m) | Versuchsserie (m) | Versuchsserie (m) | Versuchsserie (m) | Versuchsserie (m) | Versuchsserie (m) |
| Platz | Athletin              | Land | Weite (m) | 1. Versuch        | 2. Versuch        | 3. Versuch        | 4. Versuch        | 5. Versuch        | 6. Versuch        |
| 1     | Helga Radtke          | GER  | 13,90     | 13,44             | 13,90             | 13,74             | x                 | x                 | 13,61             |
| 2     | Rodica Petrescu       | ROU  | 13,83     | 13,71             | 13,66             | 13,42             | 13,48             | 13,72             | 13,83             |
| 3     | Concepción Paredes    | ESP  | 13,81     | 13,50             | x                 | 13,28             | 13,75             | 13,81             | 13,81             |
| 4     | Michelle Griffith     | GBR  | 13,75     | 13,20             | 13,25             | 13,40             | 13,44             | x                 | 13,75             |
| 5     | Natallia Klimovets    | BLR  | 13,49     | 12,69             | 13,49             | x                 | 13,30             | 13,16             | x                 |
| 6     | Wiktorija Werschynina | UKR  | 13,43     | x                 | 13,18             | x                 | 13,43             | x                 | 13,43             |
| 7     | Valérie Guiyoule      | FRA  | 13,38     | 13,10             | 13,38             | x                 | 13,29             | 13,21             | 13,36             |
| 8     | Olga Rubljowa         | RUS  | 13,32     | 13,32             | x                 | 12,72             | r                 | r                 | r                 |

Datum: 25. Juni

#### Kugelstoßen
| Platz | Athletin              | Land | Weite (m) | Versuchsserie (m) | Versuchsserie (m) | Versuchsserie (m) | Versuchsserie (m) | Versuchsserie (m) | Versuchsserie (m) |
| Platz | Athletin              | Land | Weite (m) | 1. Versuch        | 2. Versuch        | 3. Versuch        | 4. Versuch        | 5. Versuch        | 6. Versuch        |
| 1     | Astrid Kumbernuss     | GER  | 19,63     | 19,63             | 19,47             | x                 | 19,20             | 19,09             | –                 |
| 2     | Valentina Fedjuschina | UKR  | 19,30     | 18,19             | x                 | 19,30             | 19,17             | x                 | x                 |
| 3     | Larissa Peleschenko   | RUS  | 18,86     | x                 | 18,18             | 18,64             | 18,86             | x                 | x                 |
| 4     | Judy Oakes            | GBR  | 17,75     | 17,33             | 17,62             | 17,69             | x                 | x                 | 17,75             |
| 5     | Mihaela Oana          | ROU  | 17,29     | 16,32             | 17,29             | x                 | x                 | x                 | x                 |
| 6     | Natallia Gurskaja     | BLR  | 16,82     | 16,49             | 16,82             | 16,62             | 16,70             | 16,70             | x                 |
| 7     | Margarita Ramos       | ESP  | 16,59     | 16,59             | x                 | x                 | x                 | 15,95             | 16,51             |
| 8     | Annick Lefebvre       | FRA  | 15,22     | 15,22             | x                 | 14,96             | –                 | x                 | x                 |

Datum: 26. Juni

#### Diskuswurf
| Platz | Athletin              | Land | Weite (m) | Versuchsserie (m) | Versuchsserie (m) | Versuchsserie (m) | Versuchsserie (m) | Versuchsserie (m) | Versuchsserie (m) |
| Platz | Athletin              | Land | Weite (m) | 1. Versuch        | 2. Versuch        | 3. Versuch        | 4. Versuch        | 5. Versuch        | 6. Versuch        |
| 1     | Ilke Wyludda          | GER  | 68,36     | 63,82             | 64,72             | 65,78             | 68,36             | 63,52             | 66,74             |
| 2     | Olga Nikischina       | UKR  | 63,48     | 59,58             | 59,92             | 61,94             | 63,48             | 59,14             | 59,92             |
| 3     | Elina Swerawa         | BLR  | 62,92     | 61,24             | 62,92             | 61,90             | x                 | 61,50             | 61,22             |
| 4     | Larissa Korotkewitsch | RUS  | 60,18     | 57,50             | 60,18             | x                 | 56,78             | x                 | 56,36             |
| 5     | Manuela Tirneci       | ROU  | 58,56     | x                 | x                 | 58,56             | x                 | 57,44             | x                 |
| 6     | Jackie McKernan       | GBR  | 55,30     | x                 | 55,26             | 54,46             | 55,30             | 53,24             | 52,60             |
| 7     | Ángeles Barreiro      | ESP  | 53,88     | 47,82             | 51,22             | 51,88             | 53,88             | 51.16             | 53,24             |
| 8     | Agnès Teppe           | FRA  | 50,22     | x                 | 47,82             | 50,22             | x                 | 48,28             | x                 |

Datum: 25. Juni

#### Speerwurf
| Platz | Athletin               | Land | Weite (m) | Versuchsserie (m) | Versuchsserie (m) | Versuchsserie (m) | Versuchsserie (m) | Versuchsserie (m) | Versuchsserie (m) |
| Platz | Athletin               | Land | Weite (m) | 1. Versuch        | 2. Versuch        | 3. Versuch        | 4. Versuch        | 5. Versuch        | 6. Versuch        |
| 1     | Natallja Schykalenka   | BLR  | 69,00     | 64,76             | x                 | 68,16             | 69,00             | 65,14             | –                 |
| 2     | Karen Forkel           | GER  | 65,58     | 61,08             | 59,50             | x                 | 65,58             | x                 | 65,54             |
| 3     | Felicia Țilea          | ROU  | 63,88     | x                 | 54,64             | 59,86             | x                 | 63,88             | 59,06             |
| 4     | Jekaterina Iwakina     | RUS  | 63,14     | x                 | 57,20             | 63,14             | 59,62             | 58,88             | 54,80             |
| 5     | Nadine Auzeil          | FRA  | 58,28     | 54,90             | 55,28             | 57,16             | 57,02             | x                 | 58,28             |
| 6     | Iryna Kostjutschenkowa | UKR  | 56,48     | 55,84             | 54,50             | x                 | 56,48             | 54.44             | x                 |
| 7     | Belan Palacios         | ESP  | 50,10     | x                 | 50,10             | 49,42             | 47,40             | x                 | 47,72             |
| 8     | Karen Costello         | GBR  | 49,24     | 49,24             | 47,88             | x                 | 42,52             | 45,18             | 49,12             |

Datum: 26. Juni

## Videolinks
- Europa Cup Athletics Final, Birmingham 1994, youtube.com, abgerufen am 15. Februar 2024
- 1994 - European Cup - 800m, youtube.com, abgerufen am 15. Februar 2024